# Eparquía de Duhok
La eparquía de Duhok (en latín: Eparchia Amadien(sis) y en árabe: ابرشية دهوك‎) es una circunscripción eclesiástica de la Iglesia católica en Irak. Se trata de una eparquía caldea, sufragánea de la archieparquía de Bagdad de los caldeos. Desde el 24 de diciembre de 2021 su eparca es Azad Sabri Shaba.

## Territorio y organización
La eparquía extiende su jurisdicción sobre los fieles católicos de rito caldeo residentes en el norte del Kurdistán iraquí. Incluye parte de la gobernación de Duhok. También incluye la antigua ciudad de Amadiya y otras aldeas cercanas a Dahuk y en los valles de los ríos Sapna y Gomel.
La sede de la eparquía se encuentra en la ciudad de Duhok en donde se halla la Catedral de Mar Aeth Alaha.
En 2021 en la eparquía existían 36 parroquias.

## Historia
Se desconoce el origen de la comunidad nestoriana de Amadiya, cuyos obispos se conocen desde 1630, una época en que la comunidad estaba compuesta por unas 4200 familias. En la carta de unión escrita el 22 de noviembre de 1669 al papa Clemente IX por el patriarca nestoriano Elijah VIII, también está el nombre del obispo de Amadiya, Ebed-Jesu. Sin embargo, la diócesis de Amadiya retornó al nestorianismo junto con el resto del patriarcado de Qodshanes a fines del siglo XVII. La unión definitiva con la Santa Sede tuvo lugar solo a fines del siglo XVIII.
El primer obispo conocido es Hnan Jesu, quien fue nombrado obispo nestoriano de Amadiya y Gazarta, pero en 1785 paso al catolicismo y renunció en 1790 para mantener la sola sede de Gazarta. La serie episcopal es ininterrumpida hasta hoy. Amadiya le dio a la Iglesia católica caldea tres patriarcas: Yosep VI Audo, Audishu V Khayyat y Rafael I Bidawid.
En 1850 cedió porciones de territorio para la creación de las eparquías de Aqrah y de Zakho.
El 23 de abril de 1895 la eparquía se unió a la de Aqrah en virtud del breve Ob impensam del papa León XIII, pero el 24 de febrero de 1910, con el breve Quae ad spirituale del papa Pío X, las diócesis se separaron nuevamente. La Iglesia caldea le da el nombre de diócesis de Amadia y Chammkan.
En 1896 tenía 3000 fieles caldeos con 16 iglesias y capillas con 13 sacerdotes.
El obispo se basó en la villa de Araden durante el dominio del Imperio otomano hasta que la curia de la eparquía se mudó a la ciudad de Amadiya después de la Segunda Guerra Mundial.
En 1913 la eparquía comprendía 17 aldeas o villas, 4970 fieles, 19 sacerdotes, 10 iglesias, 5 capillas y 10 escuelas.

### Amadiya y Zakho
El 10 de junio de 2013 el sínodo de la Iglesia caldea estableció la unión aeque principaliter de las eparquías de Amadiya y de Zakho con el nombre de Amadiya y Zakho. En agosto siguiente, el patriarca caldeo Louis Raphaël I Sako visitó la diócesis y las 40 aldeas cristianas que conforman el territorio.

### Restauración de la eparquía de Amadiya
El sínodo caldeo celebrado del 3 al 13 de agosto de 2019 resolvió la división de la eparquía de Amadiya y Zakho, lo cual se llevó a efecto luego de la confirmación por el papa Francisco el 27 de junio de 2020. De acuerdo a lo informado por el sitio web del patriarcado, la nueva eparquía toma el nombre de eparquía de Duhok, pero el Boletín de la Oficina de Prensa de la Santa Sede mantuvo el nombre de eparquía de Amadiya. El 19 de febrero de 2022 el papa Francisco, a requerimiento del patriarca caldeo, aceptó el cambio de nombre de la eparquía de Amadiya, que pasó a llamarse eparquía de Duhok.

## Estadísticas
Según el Anuario Pontificio 2021 la eparquía tenía a fines de 2020 un total de 14 100 fieles bautizados.
| Año                                                                             | Población            | Población | Población      | Sacerdotes | Sacerdotes    | Sacerdotes    | Bautizados por sacerdote | Diáconos permanentes | Religiosos | Religiosos | Parroquias |
| Año                                                                             | Bautizados católicos | Total     | % de católicos | Total      | Clero secular | Clero regular | Bautizados por sacerdote | Diáconos permanentes | Varones    | Mujeres    | Parroquias |
| ------------------------------------------------------------------------------- | -------------------- | --------- | -------------- | ---------- | ------------- | ------------- | ------------------------ | -------------------- | ---------- | ---------- | ---------- |
| Eparquía de Amadiya                                                             |                      |           |                |            |               |               |                          |                      |            |            |            |
| 1896                                                                            | 3000                 | ?         | ?              | 13         |               |               | 230                      |                      |            |            | 14         |
| 1913                                                                            | 4970                 | ?         | ?              | 19         |               |               | 355                      |                      |            |            | 10         |
| 1959                                                                            | 6783                 | 77 550    | 8.7            | 10         | 8             | 2             | 678                      |                      |            | 16         | 12         |
| 1970                                                                            | 8580                 | 79 000    | 10.9           | 8          | 8             |               | 1072                     |                      |            | 22         | 17         |
| 1980                                                                            | 2500                 | ?         | ?              | 3          | 3             |               | 833                      |                      |            | 16         | 7          |
| 1990                                                                            | 1500                 | ?         | ?              | 3          | 3             |               | 500                      |                      | 6          | 26         | 12         |
| 1998                                                                            | 2452                 | ?         | ?              | 3          | 3             |               | 817                      |                      |            | 4          | 2          |
| 2001                                                                            | 2452                 | ?         | ?              | 3          | 3             |               | 817                      | 1                    |            |            | 2          |
| 2002                                                                            | 2000                 | ?         | ?              | 3          | 3             |               | 666                      |                      |            |            | 10         |
| 2003                                                                            | 2000                 | ?         | ?              | 3          | 3             |               | 666                      |                      |            |            | 10         |
| 2004                                                                            | 2000                 | ?         | ?              | 3          | 3             |               | 666                      |                      |            |            | 10         |
| 2006                                                                            | 4000                 | ?         | ?              | 3          | 3             |               | 1333                     |                      |            |            | 14         |
| 2009                                                                            | 3800                 | ?         | ?              | 7          | 7             |               | 542                      |                      |            |            | 14         |
| Eparquía de Amadiya y Zakho                                                     |                      |           |                |            |               |               |                          |                      |            |            |            |
| 2014                                                                            | 18 800               |           |                | 14         | 14            |               | 1343                     |                      |            | 9          | 35         |
| 2015                                                                            | 18 800               |           |                | 14         | 14            |               | 1342                     | 4                    |            | 9          | 35         |
| 2017                                                                            | 14 100               |           |                | 14         | 14            |               | 1007                     | 7                    |            |            | 36         |
| 2018                                                                            | 13 768               |           |                | 14         | 14            |               | 983                      | 7                    |            |            | 36         |
| 2020                                                                            | 14 100               | ?         | ?              | 14         | 14            |               | 1007                     | 7                    |            |            | 36         |
| 2021                                                                            | 14 100               | ?         | ?              | 14         | 14            |               | 1007                     | 7                    |            |            | 36         |
| Fuente: Catholic-Hierarchy, que a su vez toma los datos del Anuario Pontificio. |                      |           |                |            |               |               |                          |                      |            |            |            |

## Episcopologio

### Obispos de Amadiya
- Hnan Jesu † (1785-1790 renunció)
- Matteo Simon † (1791-circa 1818 falleció)
- Basilio Asmar † (1824-1828 nombrado archieparca de Diyarbakır)
- Yousef Audo † (1833-11 de septiembre de 1848 confirmado patriarca de Babilonia de los caldeos)
- Abdisho Thomas Dirsho, O.A.O.C., † (10 de febrero de 1852-1859 falleció)
- Giwargis Abdisho Khayyat † (28 de octubre de 1860-1873 nombrado administrador apostólico de Amida)
- Matteo Paolo Chamminà, O.A.O.C. † (24 de mayo de 1874-1879 nombrado eparca de Zakho)
- Ciriaco Giorgio Koka o Goga † (1879 o 10 de febrero de 1882-1893 renunció)
- Giuseppe Elia Khayyat (5 de diciembre de 1893-22 de abril de 1895 nombrado vicario patriarcal, con el título de archieparca titular de Nísibis)
- Giovanni Sahhar (23 de abril de 1895-13 de junio de 1909 falleció)
- François David † (25 de enero de 1910-1 de octubre de 1939 falleció)
- Jean Kurio † (24 de noviembre de 1941-24 de abril de 1946 falleció)
- Raphael Rabban † (22 de febrero de 1947-28 de junio de 1957 nombrado archieparca de Kirkuk)
- Raphaël Bidawid † (20 de junio de 1957-2 de marzo de 1966 nombrado eparca de Beirut)
- André Sana † (2 de marzo de 1966-17 de noviembre de 1967 renunció)
- Curiacos Moussess † (17 de noviembre de 1967-16 de abril de 1973 falleció)
- Hanna Kello † (10 de octubre de 1973-6 de diciembre de 2001 retirado)
- Rabban al-Qas (6 de diciembre de 2001-11 de julio de 2013 nombrado eparca de Amadiya y Zakho)

### Obispos de Amadiya y Zakho
- Rabban al-Qas (11 de julio de 2013-27 de junio de 2020)[12]

### Obispos de Amadiya (Duhok) tras la restauración
- Rabban al-Qas (27 de junio de 2020-agosto de 2021 renunció)
- Azad Sabri Shaba, desde el 24 de diciembre de 2021